# IC 724
IC 724 est une vaste galaxie spirale située dans la constellation de la Vierge. Sa vitesse par rapport au fond diffus cosmologique est de 6 325 ± 25 km/s, ce qui correspond à une distance de Hubble de 93,3 ± 6,5 Mpc (∼304 millions d'al). Elle a été découverte par l'astronome australien Rudolf Ferdinand Spitaler en 1892.
La classe de luminosité de IC 724 est I et elle présente une large raie HI. Selon la base de données Simbad, IC 724 est une galaxie LINER, c'est-à-dire une galaxie dont le noyau présente un spectre d'émission caractérisé par de larges raies d'atomes faiblement ionisés.
À ce jour, sept mesures non basées sur le décalage vers le rouge (redshift) donnent une distance de 70,129 ± 10,237 Mpc (∼229 millions d'al), ce qui est légèrement à l'extérieur des valeurs de la distance de Hubble.

## Groupe d'IC 724
La galaxie IC 724 est la plus brillante et la plus grosse galaxie d'un groupe qui porte son nom. Selon Abraham Mahtessian, le groupe d'IC 724 compte six membres : NGC 3817, NGC 3822 (=NGC 3848), NGC 3825 (=NGC 3852), NGC 3839, IC 724 et UGC 6617 (noté 1136+1014 dans l'article une abréviation pour CGCG 1136.7+1014).
Trois des galaxies de ce groupe (NGC 3817, NGC 3848 et NGC 3852) font partie du groupe compact de Hickson 58 qui compte cinq galaxies. Les quatrième et cinquième galaxies du groupe compact sont NGC 3819 et NGC 3820. Elles sont dans la même région de la sphère céleste et à des distances respectives de 96,9 Mpc et 95,0 Mpc de la Voie lactée, alors que la distance moyenne des six galaxies du groupe d'IC 724 de la liste de Mahtessian est de 96,0 ± 3,0 Mpc (∼313 millions d'al).  NGC 3819 et NGC 3820 devraient donc être incluses dans ce groupe.

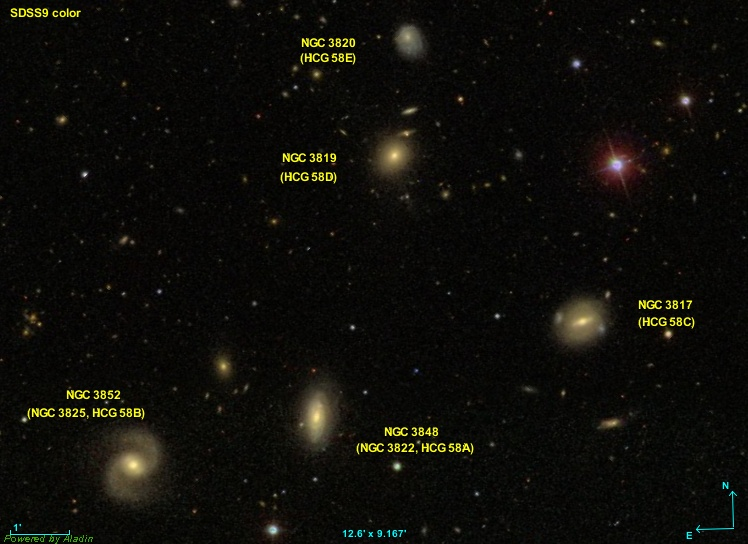
Les cinq galaxies du groupe compact de Hickson 58.